# Наплечники Андрея Боголюбского
Наплечники Андрея Боголюбского («Армиллы Барбароссы») — две парные медные позолоченные накладки пятиугольной формы.
Наплечники украшены эмалевыми миниатюрами с евангельскими сценами Распятия и Воскресения Христова. Наплечники изготовлены около 1170—1180 годов ювелирами мозельской школы и, возможно, являются парадными наплечными браслетами — армиллами, бывшими одними из регалий императоров Священной Римской империи. Вероятным их владельцем называют Фридриха Барбароссу, который, по преданию, подарил их великому князю Владимирскому Андрею Боголюбскому.

## История наплечников
История появления наплечников на Руси неизвестна. Традиция связывает их с князем Андреем Боголюбским, о дружбе которого с Фридрихом Барбароссой, предполагаемым заказчиком армилл, сообщает историк В. Н. Татищев. Когда наплечники были разделены, неизвестно (это произошло до конца XVII века), но история обоих из них связана с Владимиро-Суздальской Русью. По одной из легенд, не находящей подтверждения, наплечник с изображением Воскресения Христова находился при гробнице князя Андрея Боголюбского во владимирском Успенском соборе.
В настоящее время наплечник с изображением Воскресения Христова находится в коллекции декоративно-прикладного искусства Лувра, а с изображением Распятия Христова в Германском национальном музее в Нюрнберге. При этом по мнению Жанник Дюран, луврского хранителя выставки «Святая Русь», прошедшей во Франции в 2010 году, несмотря на русское происхождение обоих, это — не парные наплечники.

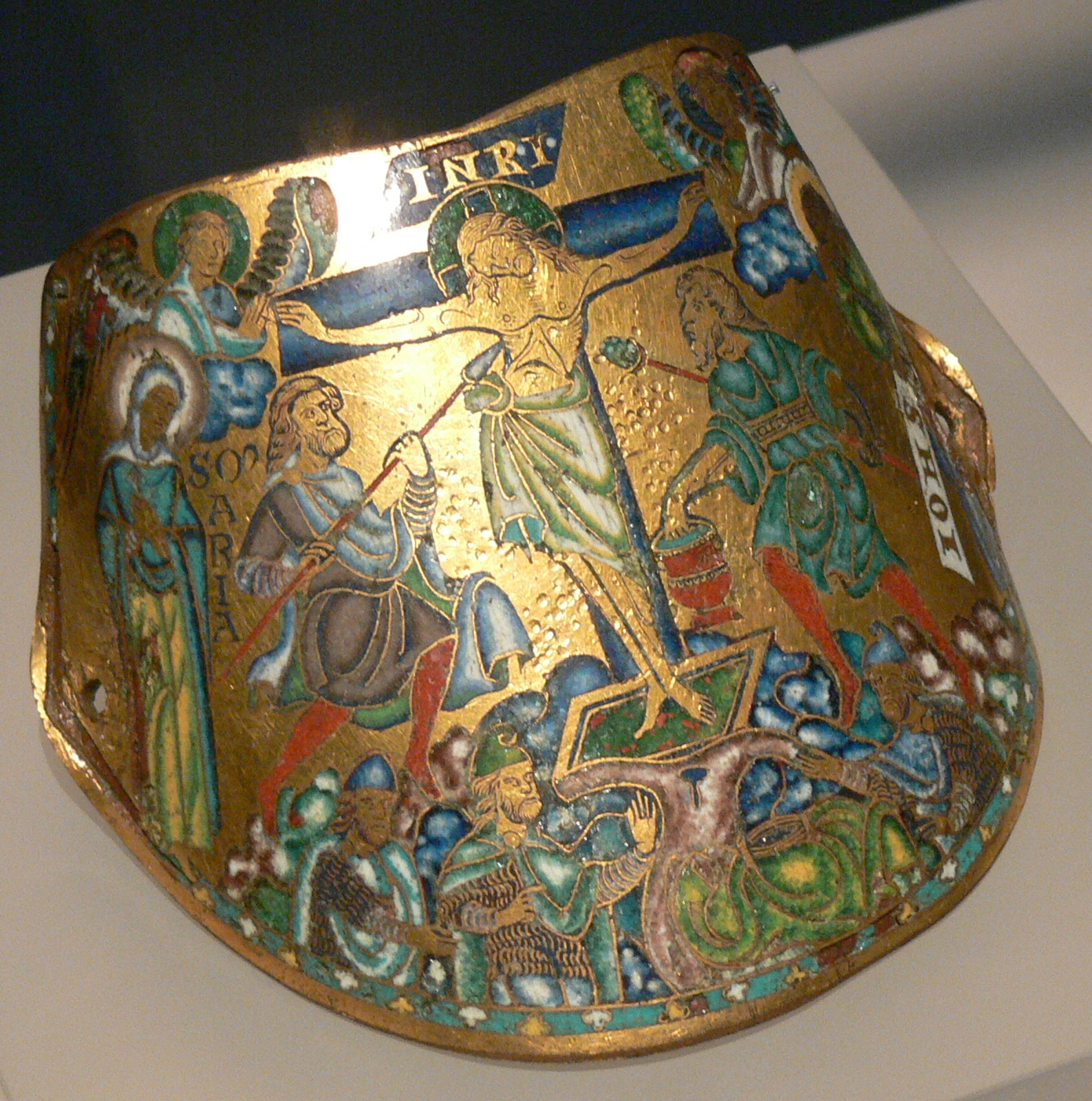
Наплечник «Распятие Христово»

### Наплечник «Распятие Христово»
Он был обнаружен в 1860-е годы «среди хлама» в подвале одного из монастырей Владимирской губернии археологом и историком искусства Г. Д. Филимоновым. Название монастыря археолог в своих заметках не оставил. В 1867 году наплечник был экспонатом Всемирной выставки в Париже и в связи с этим Владимирские губернские ведомости опубликовали заметку, в которой со ссылкой на Филимонова сообщалось, что он приобрёл его в одном из Переславских монастырей. После окончания выставки наплечник поступил в собрание Румянцевского музея.
В начале XX века наплечник поступил в частную коллекцию профессора Академии художеств М. П. Боткина и в 1904 году экспонировался на петербургской выставке прикладного искусства. Советским правительством в 1930-е годы наплечник был продан за границу и находился в частном собрании барона фон Гирша в Базеле. В июне 1978 года наплечник был выставлен на аукционе Сотбис, и был приобретён Германским национальным музеем за 2,034 млн. долларов.

### Наплечник «Воскресение Христово»
Первое упоминание о нём содержится в описи ризницы Успенского собора Владимира за 1693 год: 
Да церковной утвари в выносной ризнице окованной за двема замками... нарамник медной на нём писан мусиею образ Спасов Воскресение от гроба с ангелы весом полфунта тридцать золотников.
Затем о нём сообщают соборные описи 1697 и 1708 годов.

В XIX веке к данному наплечнику начинают проявлять интерес исследователи. Так в 1849 году владимирский краевед В. И. Доброхотов писал, что в соборной ризнице хранится «медный вызолоченный знак или нагрудник, с мозаичным изображением Воскресения Христова, который, как полагают, великие князи или патриархи носили на персях». Копия наплечника демонстрировалась на Всемирной выставке в Париже 1867 года, подлинник вывезти за границу не разрешили. Опись ризницы собора за 1886 год даёт следующее описание данной пластины:
медный густо позолоченный великокняжеский нарамник, с эмалевым на оном изображением Воскресения Христова и с подписью на нём в форме двух столбцов римскими литерами: «REXVREXTIO DNI». Замечателен по изяществу находящегося на нем изображения и по своему благоукрашению.

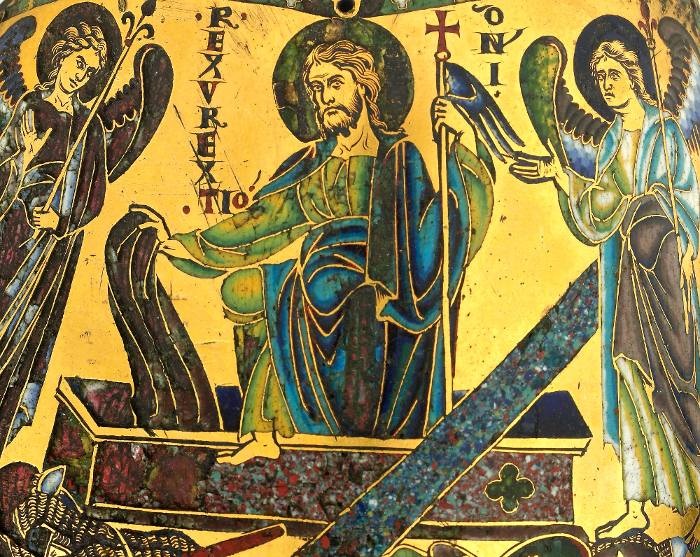
Фрагмент наплечника

В 1890 году наплечник экспонировался на выставке в честь VIII археологического съезда в Москве, а в 1906 году на владимирской выставке в честь III Областного историко-археологического съезда. До 1919 году наплечник находился в ризнице Успенского собора. После революции 1917 года по описям он попал в число предметов, не используемых за богослужением, и был в августе 1919 года изъят во Владимирский музей (о его нахождении в музее сообщают три описи, а также доклад директора музея от 1926 года, где он назван экспонатом, представляющим исключительную ценность).
В 1932 году интерес к наплечнику проявила Оружейная палата, которая в целях его передачи в Москву направила во Владимир своего научного сотрудника Л. И. Денисова. Он в своей докладной записке от 15 октября 1932 года сообщил в Оружейную палату, что Владимирский музей потребовал за наплечник значительную компенсацию. Скорее всего, передача наплечника в Москву не состоялась, а уже в 1933 году он был продан за границу с целью получения валюты.
В октябре 1934 года наплечник с изображением Воскресения был приобретён у парижского антиквара Н. Бримо Обществом друзей Лувра и преподнесён в дар музею. 13 ноября 1934 года художественный совет Лувра принял подарок, а его передачу ратифицировал министерский указ от 6 декабря того же года.
В 2011 году в рамках выставки «Святая Русь», проводимой Государственной Третьяковской галереей, наплечник «Воскресение Христово» был временно привезён в Россию. Страховая оценка данного экспоната выставки составила 60 850 000 евро. В рамках торжеств, посвящённых 900-летию со дня рождения Андрея Боголюбского, наплечник на два дня был привезён во Владимир и экспонировался в Палатах Владимиро-Суздальского музея-заповедника.

## Комментарии
1. ↑  эмалью